# Shelley Malil
Shelley Malil  (Kerala, 23 december 1964) is een Amerikaans acteur van Indiase oorsprong en werd in 2010 veroordeeld voor moordpoging.

## Biografie
Toen Malil tien was, in 1974, migreerde hij naar Texas in de Verenigde Staten. Hij begon in de middelbare school met acteren. In 1995 verhuisde hij naar Hollywood nadat hij 2 jaar les volgde aan de New York's American Academy of Dramatic Arts. Hij was te zien in verschillende films en tv-reeksen. De Associated Press verkoos hem in de top-10 van niet-ontdekte prestaties in 2005 onder andere voor zijn rol in The 40-Year-Old Virgin..Hij kreeg ook een Clio Award voor een Budweiserreklame en een Los Angeles Ovation Award.
Op 10 augustus 2008 stak hij een ex 23 keer met een mes en werd hiervoor de dag erna al gearresteerd.  Hij werd aangeklaagd voor moordpoging en roofmoord.  Op 16 december 2010 werd hij voor moordpoging veroordeeld tot levenslang met mogelijkheid op vervroegde vrijlating na 14 jaar. Hij zat zijn straf uit in de staatsgevangenis Ironwood te Blythe, tot hij gratie kreeg in 2018. Shelley Malil is nu een vrij man.

## Filmografie
Films
- 2009 : Model Behavior (TV Movie) Jasper St. Claire
- 2009 : Crossing Over  als Munshi Jahangir
- 2008 This Is Not a Test als Brock Datta
- 2008 Columbus Day  als Babul
- 2007 Ping Pong Playa als DB Reddy
- 2007 I Stand Up als ober
- 2007 Unmada (Kortfilm) als Ajit
- 2006 Mr. Fix It als Jaffe
- 2006 El Cortez als Prison Doctor
- 2005 The 40 Year Old Virgin als Haziz
- 2003 Holes als Nosy Landlord
- 2002 Just Can't Get Enough als Somen "Steve" Banerjee
- 2002 Collateral Damage als dokter
- 2001 Runners als Sam
- 1999 My Favorite Martian als Felix
- 1998 Dead Man on Campus als Biologieprofessor
- 1997 The Second Civil War (TV Movie) als Congressman Singh

Tv-series
- 2007 Aliens in America (TV Series)  als Mr. Patel in episode - Help Wanted
- 2007 Nick Cannon Presents: Short Circuitz (TV Series) als Indian Man episode 1.4
- 2007 Reba (TV Series) als Tim in episodes The Housewarming (2007) en The Kids Are Alright
- 2004 JAG (TV Series) als Taxi Driver in episode There Goes the Neighborhood
- 2004 The District (TV Series) als lijkschouwer in episode A.K.A
- 2003 Luis (TV Series) als Sandeep in episodes Death Day, Friendship, Bavarian Creme, E.P.T.
- 2003 Scrubs (TV Series) als barman in de episode My Journey
- 2003 Without a Trace (TV Series) als Ahmed in episode Fallout: Part 1
- 2003/2000 NYPD Blue (TV Series) als Prakash Sandahar /Ismail Patel in de episodes Maybe Baby /This Old Spouse
- 2003 She Spies (TV Series) als dokter episode Learning to Fly
- 2003 Sabrina, the Teenage Witch (TV Series) als chirurg in episode Present Perfect
- 2003 So Downtown (TV Series) als Henny in episode Setting the Tone
- 2002 Going to California (TV Series) als Bharat Rangaraj in episode The West Texas Round-up and Other Assorted Misdemeanors
- 2001 Bad News Mr. Swanson (TV Movie) als Ashid
- 2001 The West Wing (TV Series) als Renfro in episode  Two Cathedrals
- 2000 How to Marry a Billionaire: A Christmas Tale (TV Movie) als Rhajid
- 2000 The Jamie Foxx Show (TV Series) als Cabbie in epsidode Family Business
- 1999 G vs E (TV Series) als Vipul in episode Airplane (1999)
- 1999 Zoe, Duncan, Jack & Jane (TV Series) als Vanja in episode Under Mom's Thumb
- 1999 Party of Five (TV Series) als Dr. Rai in episode Driven to Extremes
- 1999 Pacific Blue (TV Series) als Khodi Khan in episode Juvies
- 1998 Getting Personal (TV Series) als Abdul in episode Saving Milo's Privates
- 1998 Buddy Faro (TV Series) als Trust Group Guru in episode Touched by an Amnesiac
- 1998 Silk Stalkings (TV Series) als Masood in episode Passion and the Palm Beach Detectives
- 1998 Mike Hammer, Private Eye (TV Series) als Haji in epsiodes Dead Men Talk ,Songbird: Part 2 ,Songbird: Part 1, Lucky in Love
- 1996 Tracey Takes On... (TV Series) als Dr. Patel in episode Romance
- 1995 ER (TV Series) als Dr. Urami in episode Love's Labor Lost
- 1994 The Adventures of Brisco County Jr. (TV Series) als Ashok in episode Stagecoach
- 1997 Seinfeld (TV Series) als Usher in episode The Betrayal
- 1997 Leaving L.A. (TV Series) als Dr. Mehta in episodes The Black Widower

Andere
- 2003 Medal of Honor: Rising Sun (Video Game) stem
- 2000 Arrest & Trial (TV Series documentary) als Steve Banerjee in episode Stripin'Down Chippendales
- 2000 Turbans (Short) als Ashok
- 2000 Perfect Game (Video) als Coach Ravi